# D. J. 폰타나

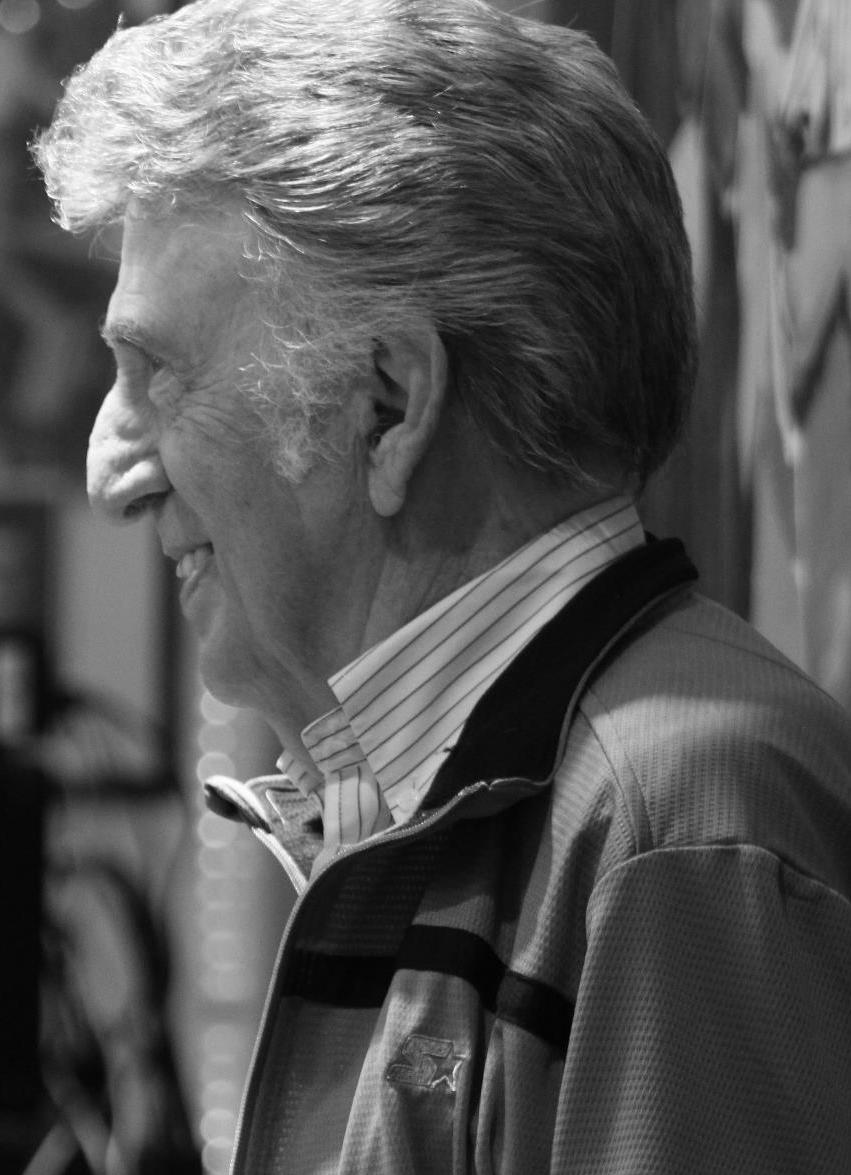
2012년경

도미닉 조셉 폰타나(Dominic Joseph Fontana, 1931년 3월 15일 ~ 2018년 6월 13일)는 미국의 드러머다. 엘비스 프레슬리의 드러머로서 14년간 보낸 것으로 가장 지명하다. 1954년 10월 프레슬리가 드러머로 고용했을 때, 그때부터 15년 지속된 관계가 움트었다. 엘비스와, RCA에서 460장을 웃도는 음반을 생산했다.

## 삶과 경력
루이지애나 헤이라이드가 매양 토요일에 방송한 야간 라디오 방송의 전속 드러머였다. 그러던 중, 샘 필립스가 조직한 드러머 없는 밴드에 들어가게 되었는데, 그 밴드가 바로 스코티 무어, 빌 블랙, 엘비스 프레슬리가 소속된, 자칭 블루 문 보이스였다. 이윽고 이 밴드와 1950년대 프레슬리의 히트곡들을 다함없이 연주, 녹음했다. 피아노 연주와 조더네이어스의 보조 보컬과 아울러, 블루 문 보이스는 〈Heartbreak Hotel〉, 〈Hound Dog〉, 〈Don't Be Cruel〉, 〈Jailhouse Rock〉 등속 엘비스 히트곡들을 깡그려냈다. 밴드의 순연 역시 더한층씩 광범위해 갔다. 1956년에서 1957년 동안, 이 밴드와 《에드 설리번 쇼》 따위 텔레비전 방송에도 출연했다. 1958년, 밴드가 해산되었고, 블랙은 이다음부터 폰타나는 물론이요 엘비스와도 종생 연주하지 못했다. 블랙은 1965년 죽었다.
공식적으로는 해산 밴드지만, 폰타나와 엘비스는 1960년대 죽 음반 취입에서 동무했다. 무어는 이따금씩 손을 잡았다. 1968년, 소위 엘비스 컴백 스페셜에서도 연예해 있었다. 무어와 폰타나는 프레슬리를 제하고도 협연했으며, 2001년 폴 매카트니와 녹음한 〈That's All Right (Mama)〉는 그 예가 된다.
1979년 장편영화 《엘비스》에서 에드 베글리 2세가, 2005년 CBS 미니시리즈 《엘비스》에서 에릭 윌리엄 피어슨이 폰타나를 각각 연기했다. 1983년 폰타나는 《D.J. 폰타나가 기억하는 엘비스》(D.J. Fontana Remembers Elvis) 제하의 책을 출판했다. 프레슬리와 연주한 시대를 상술한 책이다. 2007년 7월 3일 《삶과 시간》(Life and Times)을 제목으로 폰캐스팅을 시작했다.
2018년 6월 23일 내슈빌에서 87세를 일기로 사망했다. 임종 언저리에 허리 골절에 따른 합병증에 시달렸다고 한다.

## 평판
단순함의 가치는 헤이라이드에서 배운 것입디다. 어느 밤이었던가. 스코티, 빌, 엘비스가 내는 소리를 듣고, 이렇게 깨달았지요. 저 소리에 감히 에누리를 칠 수 없겠구나. 바로 그 생각이 번뜩했습지요. 그래서 노상 내키는 대로 연주합니다. 이게 통하지 않으면, 저는 아주 손 놔버립니다. 이 단순성, 이제껏 하 들어온 빅 밴드 음악에 빚진 것이다 싶습니다.

스탠 린치는 폰타나를 이리 평한다. "정확성, 힘, 약동감, 박력, 절대 적기감... 하지만 그 뭣보다 대단스런 업적은 바로 단순성입니다. 그 점에서 D.J.를 따라올 사람은 없어요. 그는 최고의 가수와 최고의 노래에 록을 불어넣습디다. 그것을 매년마다, 클래식 레코드를 건너 계속계속 한 거지요. D.J.는, 이 각유일능과 운 좋은 "록 스타"의 세계에서, 정히 된사람으로 불려 마땅한 사람입니다.
2009년 4월 4일 로큰롤 명예의 전당에 "사이드맨" 부문으로 헌액되었다.
영국인 음악가 웨인 폰타나(본명 글린 제프리 엘리스)의 예명은 D.J. 폰타나를 빌린 것이다.